# بيوتر ويلكزيوسكي
بيوتر ويلكزيوسكي (بالبولندية: Piotr Wilczewski) مواليد 9 أغسطس عام 1978، في بولندا، هو ملاكم محترف بولندي يصنف ضمن فئة وزن فوق المتوسط.

## إحصائيات
خاض خلال مسيرته 34 نزالا، فاز في 31 وخسر في 3. فاز بالضربة القاضية في 10 نزالات.

## روابط خارجية
- بيوتر ويلكزيوسكي على موقع بوكس ريك (الإنجليزية) (registration required)